# 手負事
手負事（ておいごと）とは歌舞伎の演出の一つ。

## 概略
登場人物が瀕死に陥った時、苦痛の内に述懐を述べ、周囲が嘆く愁嘆場となる。この時、その人物は、肌脱ぎ、捌き髪となるのが普通である。傷口を白の晒しで覆ったり、頬に血糊をつけることもある。合方は、篠笛が入り悲劇性を強調する。筋書きの関係で悪人だったのが本心を語り真は善人という「もどり」も行われる。
代表例は「仮名手本忠臣蔵」・六段目の勘平、九段目の本蔵、「義経千本桜・すしや」の権太、「摂州合邦辻・合邦庵室」の玉手御前、「由良湊千軒長者・中の段」の三荘太夫、「絵本太功記・尼崎の段」の皐月、「都鳥廓白浪」三幕目の惣太、「小袖曽我薊色縫」大詰の清吉など数多い。